# IC 2220
IC 2220 ist ein 1400 Lichtjahre entfernter Reflexionsnebel im Sternbild Kiel des Schiffs, der in dem Index-Katalog verzeichnet ist.
Das Objekt wurde am 30. März 1900 von DeLisle Stewart entdeckt.
Der Reflexionsnebel besteht aus einer Wolke aus Gas und Staub, die von innen heraus durch den Stern HD 65750 beleuchtet wird. Der Stern gehört zum Typ der Roten Riesen und besitzt die fünffache Masse unserer Sonne. Obwohl er mit seinen 50 Millionen Jahren vergleichsweise jung ist, befindet er sich in einem deutlich fortgeschrittenen Stadium seines Lebens. In dieser Phase verliert der Stern kontinuierlich einen Teil seiner Masse an die Umgebung. Dieses Material kühlt sich ab und bildet die Gas- und Staubwolke. Der Staub besteht dabei aus Elementen wie Kohlenstoff und einfachen, hitzeresistenten Molekülen wie Titandioxid und Calciumoxid. Für IC 2220 haben detaillierte Untersuchungen des Objekts im Infrarotlicht gezeigt, dass Siliziumdioxid wohl der Bestandteil ist, der am wahrscheinlichsten für die Reflexion des Sternlichts verantwortlich ist.